# Андрій Зимін

## Біографія
Протоієрей Андрій Симеонович Зимін народився в забайкальській козацькій родині 14 (27) серпня 1872 року. У 1894 році закінчив Благовіщенську семінарію. Дружина – Лідія Олександрівна (н. 1876), дочка благовіщенського купця Олександра Шумарова.
Після закінчення семінарії служив псаломщиком. У середині вересня 1894 року єпископ Камчатський, Курильський і Благовіщенський Макарій (Дарський) висвятив його в сан священника, після чого А. С. Зимін служив у Благовіщенському кафедральному соборі.
Невдовзі після цього о. Андрій став катехизатором і почав читати багато проповідей та настанов своїм парафіянам. У результаті стало ясно, що батюшка має педагогічні таланти. Тому його призначили законовчителем в однокласну церковно-парафіяльну школу при соборі. Також він займався педагогічною діяльністю в Першому народному училищі в Благовіщенську та в трикласному міському училищі.
У вересні 1896 року призначений секретарем, діловодом і скарбником Благовіщенського відділення парафіяльного училищного ради. Це показує старанність у роботі даного священника. Був членом «Благовіщенського Пресвятої Богородиці Братства», а з 18 вересня 1899 року кандидатом у розпорядчому зібранні Благовіщенської Духовної семінарії. У 1895 році він був нагороджений архієпископською грамотою за підготовку бібліотеки Благовіщенського кафедрального собору.
20 грудня 1898 року о. Андрія нагородили фіолетовою скуфією, у зв’язку зі старанною та корисною службою; у 1900 році він отримав пам'ятну Біблію від Святійшого Синоду. Отримав срібну медаль Олександрівської стрічки, яка була встановлена у 1896 році «На пам’ять царювання царя Олександра III». Таким чином, діяльність о. Андрія Зиміна була високо оцінена в Єпархії Благовіщенська.
Зміна місця богослужіння отцем Андрієм Зиміним була пов'язана з утворенням Владивостоцької єпархії у 1899 році, коли широкого поширення набуло будівництво церков і почали відкриватися нові парафії. О. Андрій переїхав до Уссурійського краю у 1900 році як настоятель церкви Різдва Богородиці в селі Чернігівка, одного з найзначніших парафій у регіоні. Чернігівка – одне з найбільших сіл регіону, розташоване в умовах м'якого клімату та родючих земель.

### Життя в Чернігівці
По прибутті до Чернігівки він одразу ж приступив до благоустрою нової церкви і закликав парафіян взяти участь у благоустрої храму.
Священик Андрій Зимін з великим старанням працював над благоустроєм храму, як і раніше в Благовіщенську. Він з ентузіазмом взявся за розвиток народної освіти: через кілька місяців після прибуття до Чернігівки ним була відкрита церковно-парафіяльна школа в старій будівлі церкви в селі. Далі він займається будівництвом нової школи від міністерства народної освіти.
Під керівництвом о. Андрія до 1917 року в Чернігівці сільським товариством було побудовано чотирикласну кам'яну школу з одноповерховою цегляною будівлею для однокласної міністерської школи. Спостерігачі з Владивостоцької єпархії у своїх звітах неодноразово відзначали, що навчальний процес у Чернігівській школі був зразковим.
Батюшка був занепокоєний не лише своїм церковним приходом. Його головною турботою було будівництво нових церков і церковнопарафіяльних шкіл на території, що знаходилася під його опікою VI благочиння. Цією територією керував батюшка Андрій, за призначенням єпископа Владивостоцького і Камчатського Євсевія (Ніколського).
Коли у 1900 році о. Андрій прибув до Чернігівського приходу, в ньому були церкви у п'яти селах — Вознесенці, Дмитрівці, Монастирищі, Чернігівці та Халкідоні. Кількість церков у Чернігівському приході була збільшена вдвічі, а саме, побудовано п'ять церков: у селі Алтинівка — 1904 р., с. Васьянівка — 1909 р., с. Мелкушівка — 1909 р., с. Сиваковка — 1909 р., с. Вадимівка — 1910 р.
Під час будівництва церков в Алтинівці та Сиваковці під головуванням отця А. Зиміна 19 грудня 1902 року в селі Павлівка була освячена церковнопарафіяльна школа.

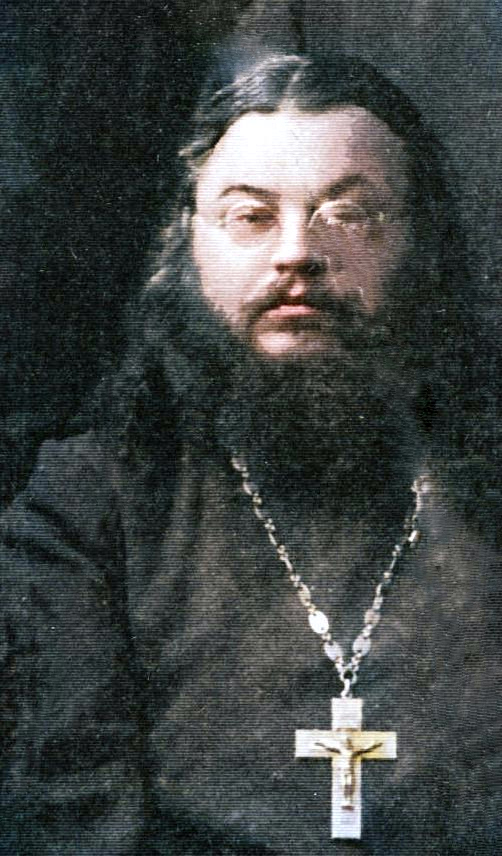
Святий Андрій Зимін протоієрей

### Громадське життя
Щоб зміцнити християнський дух і благочестя дітей, о. Андрій організовував регулярні паломництва учнів церковно-парафіяльної школи до Свято-Троїцького Миколаївського чоловічого монастиря, розташованого за 120 км від Чернігівки. Водночас він натхненно і докладно писав про події в приході і школі у «Владивостоцьких єпархіальних відомостях».
Священик Зимін періодично публікував у єпархіальному віснику свої проповіді з настановами, де він пояснював значення недільних і євангельських читань на день Господній і свята, розповідав про життя святих, шанованих російським народом, розмірковував про сучасні явища в духовному житті людей.
Особливо він наголошував на тому, що потрібно жити в благочесті та молитві за православними звичаями. «Що б не сталося, наприклад, хвороба чи нещастя, не варто впадати у відчай. Потрібно стійко переносити труднощі», — наставляв о. Андрій.
Священик Зимін не забарився нагадати людям про негативні та потворні явища в їхніх вчинках, таких як пияцтво, аборти, забуття духовного життя. З пастирською турботою він просив парафіян покаятися та виправити своє життя, щоб через свої справи люди здобували «Святість» і, зрештою, отримували «Життя вічне», тобто Царство Небесне.
Отець Андрій не залишався байдужим до дискусій серед деяких представників єпархіального духовенства про церковну реформу та нові традиції в дусі «оновлення»: будучи заступником голови 8-го єпархіального з'їзду духовенства в 1913 році, він пропонував підвищити релігійне завзяття парафіян. Він виступав проти використання під час богослужінь молитов, написаних сучасною російською мовою.
Ревність батюшки до церковного просвітництва проявилася і в його роботі як члена «Уссурійського Православного братства», Владивостоцького відділу Православного Місіонерського товариства. Також у 1914 році, у зв'язку з діяльністю о. Андрія в Чернігівці та Алтинівці, були створені братства тверезості.
Як згадували старожили Чернігівки, батюшка Андрій був дуже чуйним і щедрим, він намагався допомогти не тільки жителям Чернігівського приходу, але й тим, хто цього потребував. Будучи опікуном Чернігівського сільськогосподарського товариства, що об'єднувало 70 селян, він також вніс значний вклад у інфраструктуру свого краю. У товаристві була своя бібліотека, організовувалися лекції з рільництва, садівництва, городництва, землеробства та бджільництва, впроваджувалися нові, найпередовіші методи ведення господарства.
Все вищесказане свідчить про те, що життя і діяльність батюшки Андрія є прикладом служіння Богу, церкві та народу.

### Події після революції
Жовтнева революція 1917 року і події, що послідували за громадянською війною, несподівано змінили життя Росії та Православної Церкви. Серед перших більшовицьких декретів був Декрет РНК від 23 січня 1918 року про відокремлення церкви від держави, шкіл від церков. Цей указ став основою для репресій проти віруючих, які згодом переросли у відкриті гоніння та фізичне знищення духовенства.

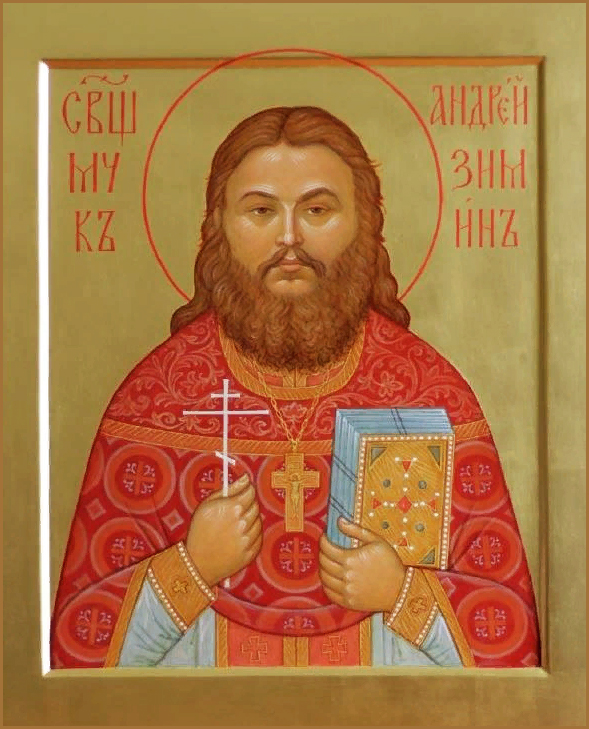
Андрій Зимін протоієрей

У Приморському краї ситуація була складною і важкою: після повалення червоної радянської влади у 1918 році за участю Чехословацького легіону у Владивостоці та інших населених пунктах, розташованих уздовж залізничної лінії, була відновлена діяльність парафіяльних рад, єпархій і парафій. Однак це відбувалося не на всьому Далекому Сході.
У 1918—1922 роках у Тайговій області Приморського краю діяли більшовицькі партизанські загони, які здійснювали, зокрема, низку заходів щодо реалізації указу РНК про відокремлення церкви від держави у Далекосхідній республіці. Сільським священикам погрожували, якщо вони продовжували служити у церкві та вчити дітей «Закону Божому». Деяких арештовували, брали в заручники та погрожували партизани, які переконували їх відмовитися від сану та вимагали викуп.
Щось подібне сталося і з отцем Андрієм: у червні 1919 року партизани відібрали у жителів Чернігівки 2000 фунтів борошна, 16 коней та інше майно і, ймовірно, як заручника, забрали настоятеля храму із собою в тайгу. Однак, протримавши його в полоні близько місяця, вони в липні того ж року відпустили його додому, провівши над ним низку принижень з образами.

### Розправа над пресвітером Андрієм
Рада Єпархії розслідувала інцидент, у результаті якого отець Андрій був заарештований більшовиками та ув’язнений. Нічого негідного в діяльності священика Зиміна виявлено не було, і він продовжував служити в чернігівському храмі та проводити заняття з дітьми у школі.
Однак 18 січня 1920 року, напередодні свята Стрітення Господнього, озброєні люди увірвалися в його будинок на території церковної огорожі та жорстоко катували його сім'ю, а потім розстріляли його дружину та чотирьох дочок. Злочинці повалили побитого священика на підлогу, поставили йому на груди зняті з петель двері, встали на них і розчавили отця Андрія.
Отець Андрій готувався до мученицької смерті. Як свідчив його родич, священик Іоанн Конопльов, незадовго до смерті він побачив сон, у якому йому було показано кінець його майбутніх страждань. Побачивши сон, священик описав побачене і передав листа отцю Іоанну, з дозволом після смерті батюшки Андрія розкрити конверт.
Тіла померлого настоятеля, отця Андрія, та його родини (дружини Лідії, тещі Домнікі та чотирьох дочок) були поховані на загальному кладовищі біля церкви в Чернігівці відповідно до церковного чину.
25 лютого 1920 року після відспівування і літургії в кафедральному соборі Успіння Пресвятої Богородиці у Владивостоці було відслужено соборну панахиду за мученицьки загиблого батюшку та його сім’ю.
Точне місце поховання вбитого настоятеля та його родини залишається невідомим, але парафіяни встановили біля храму пам'ятний хрест, а паломники здійснюють молебні.

## Нагороди
У 1902 році нагороджений камилавкою. У 1904 році отримав благословенну грамоту Святішого Синоду, у 1907 році — наперсний хрест. За 12-річну просвітницьку діяльність нагороджений срібною медаллю «В пам'ять 25-річчя церковно-парафіяльних шкіл».
У 1913 році за 12-річну службу на посаді управителя VI округом Владивостоцької єпархії за клопотанням Синодального собору батюшку Андрія нагородив цар Микола II орденом Святої Анни III ступеня. У тому ж році, 23 травня, отцю Андрію було присвоєно сан протоієрея. У 1916 році отримав орден Святої Анни II ступеня у зв'язку з відмінно-усердною службою та за значні труди під час війни.

### Канонізація
4 квітня 2019 року Священним Синодом Російської Православної Церкви було видано постанову про включення протоієрея Андрія Зиміна до Собору новомучеників і сповідників Церкви Руської з благословенням на написання ікони. Урочисте прославлення священномученика Андрія відбулося 14 вересня 2019 року після соборного служіння Божественної літургії в храмі Різдва Богородиці села Чернігівка.